# Zełenyj Haj (obwód lwowski)
Zełenyj Haj (ukr.  Зелений Гай, dawniej Uherce Wieniawskie) – wieś na Ukrainie w rejonie lwowskim (wcześniej w rejonie gródeckim) obwodu lwowskiego.

## Historia
Dawniej wieś Uherce Wieniawskie w powiecie rudeckim.